# Sergio Barbero
Pour les articles homonymes, voir Barbero.
Sergio Barbero, né le 17 janvier 1969 à Sala Biellese, est un coureur cycliste italien.

## Biographie
Sergio Barbero est passé professionnel en 1993 dans l'équipe Navigare-Blue Storm.
Spécialiste des semi-classiques italiennes, il a notamment remporté le Tour du Latium et les Trois vallées varésines avec l'équipe Mercatone Uno en 1999. Il partage avec Claudio Chiappucci le record de victoires sur la Japan Cup avec trois succès entre 1999 et 2003.
En 2001, il est contrôlé positif à l'EPO sur le Tour de Romandie et suspendu six mois.
Il met fin à sa carrière en 2007.

## Palmarès et résultats

### Palmarès amateur
- 1988
  - Mémorial Luigi Bocca
- 1989
  - Trofeo Quintino Broglia Marzé
  - Trofeo Serafino Biagioni
- 1990
  - Gran Premio Ucat
  - 2e de la Coppa Varignana
  - 2e du Trofeo Quintino Broglia Marzé
- 1991
  - Grand Prix Industrie del Marmo
  - Giro d'Oro
  - Trophée Matteotti amateurs
  - Trophée Mauro Pizzoli
- 1992
  - Trofeo Sportivi di Briga
  - Coppa Varignana
  - 1re étape du Tour de la Vallée d'Aoste
  - 3e de la Freccia dei Vini
  - 3e du Gran Premio Capodarco

### Palmarès professionnel
| - 1997 - Tour de Toscane - 4e étape du Tour des Pouilles - 2e du Grand Prix de Plouay - 2e du Tour d'Émilie - 2e du Tour des Pouilles - 1999 - Trois vallées varésines - 2e épreuve du Trofeo dello Scalatore - Tour du Latium - Japan Cup - 2e du Championnat de Zurich - 2e de la Coppa Placci - 3e du Tour du Piémont - 2000 - 2e étape du Tour du Trentin - Grand Prix de l'industrie et du commerce de Prato - 2e du Tour du Latium - 2e du Tour de Toscane - 2e du Grand Prix de l'industrie et de l'artisanat de Larciano - 3e de la Coppa Sabatini | - 2001 - 2e du Trophée Pantalica - 2002 - Japan Cup - 2003 - Coppa Bernocchi - Japan Cup - 3e du Tour du Frioul - 2004 - 1re étape du Tour de Langkawi (contre-la-montre par équipes) |  |

### Résultats sur les grands tours

#### Tour de France
3 participations
- 1995 : abandon (16e étape)
- 1998 : abandon (15e étape)
- 1999 : 124e

#### Tour d'Italie
8 participations
- 1995 : 75e
- 1996 : 58e
- 1997 : 43e
- 2000 : 73e
- 2001 : non-partant (12e étape)
- 2002 : 66e
- 2003 : 59e
- 2006 : abandon (18e étape)

#### Tour d'Espagne
1 participation
- 1994 : abandon

## Classements mondiaux
| Année         | 2007 |
| ------------- | ---- |
| UCI Asia Tour | 85e  |